# Kypros II
Kypros II (ur. zapewne 29 p.n.e.) – królewna judejska, córka Heroda Wielkiego.
Była najmłodszym piątym dzieckiem Heroda Wielkiego i Mariamme I. Urodziła się krótko przed egzekucją matki.
Około 17/16 p.n.e. Herod Wielki zaoferował rękę Kypros II swojemu bratu Ferorasowi. Ten odmówił, ponieważ chciał ożenić się ze swoją kochanką, byłą niewolnicą. W takiej sytuacji Kypros II została wydana za mąż za swojego kuzyna Antypatra III, syna Salome I i siostrzeńca Heroda Wielkiego.
Kypros II i Antypater III mieli córkę Kypros IV, żonę Aleksasa III Helkiasza.